# Wenzel Jaksch

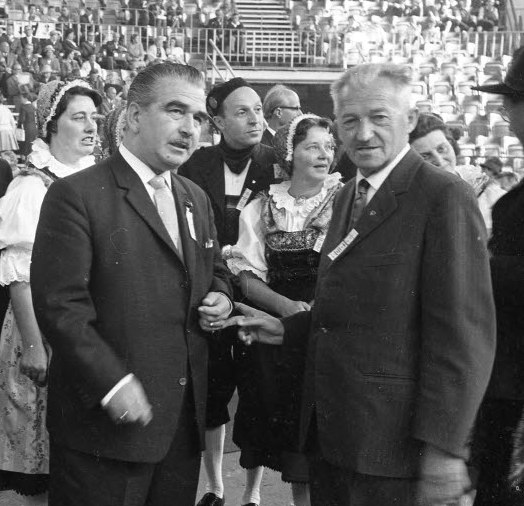
Wenzel Jaksch (re.) im Gespräch mit dem VdH-Landesvorsitzenden Josef Domabyl beim Nordmarktreffen der Sudetendeutschen in Kiel (1963)

Wenzel Jaksch (* 25. September 1896 in Langstrobnitz, Böhmen, Österreich-Ungarn; † 27. November 1966 in Wiesbaden) war ein deutschböhmischer sozialdemokratischer Politiker und später deutscher Vertriebenenfunktionär. Er war von März bis November 1938 Vorsitzender der Deutschen sozialdemokratischen Arbeiterpartei (DSAP) in der Tschechoslowakei. Nach 1949 war er SPD-Mitglied, ab 1953 Mitglied des Deutschen Bundestages. Ab 1959 war Jaksch Präsident der Bundesversammlung der Sudetendeutschen Landsmannschaft und von 1964 bis zu seinem Tod Präsident des Bundes der Vertriebenen.

## Herkunft und Politik in der Tschechoslowakei
Als 14-Jähriger verließ Jaksch die Schule und arbeitete als Saisonarbeiter auf dem Bau in Wien. Eine höhere Schulbildung blieb ihm versagt. Im heutigen Wiener Bezirk Ottakring erlernte er ab 1910 das Maurerhandwerk, schloss sich dem Verband jugendlicher Arbeiter und 1913 der SDAP an. Im Ersten Weltkrieg wurde er schwer verwundet. Anschließend arbeitete er als Journalist für die deutsche Sozialdemokratie in der Tschechoslowakei. Er war Redakteur des Sozialdemokrat, der in Prag erscheinenden Zeitung der Deutschen sozialdemokratischen Arbeiterpartei in der Tschechoslowakischen Republik (DSAP). Im Jahre 1924 wurde Jaksch in den Parteivorstand der DSAP gewählt und war seit 1935 stellvertretender Vorsitzender. Von 1929 bis 1938 war er Mitglied des tschechoslowakischen Abgeordnetenhauses.
Unter der Führung Jakschs bildete sich in der DSAP seit 1934 ein deutschnationaler Flügel heraus, der sich auf das „Vermächtnis“ des Parteigründers Josef Seliger berief und gegen den Parteivorsitzenden Ludwig Czech opponierte. Jaksch entwickelte einen politischen Ansatz, der – von paneuropäischen und pangermanischen Konzeptionen geprägt – das „nationale Problem“ ins Zentrum der Überlegungen stellte. In der DSAP warb Jaksch für die programmatische Festlegung auf einen „Volkssozialismus“ und die Umwandlung der „Klassenpartei“ in eine „Volkspartei“. Der zur Jaksch-Gruppe gehörende Emil Franzel, Chefredakteur des Zentralorgans der DSAP, propagierte in seiner Schrift Abendländische Revolution. Geist und Schicksal Europas (1936) einen gegen die Sowjetunion gerichteten „abendländischen Sozialismus“.
Diese Entwicklung wurde auch außerhalb der Tschechoslowakei aufmerksam verfolgt. Während linkssozialdemokratische Beobachter die Vorstöße von Jaksch als „Einbruch einer politischen Ideologie des Gegners in unsere Reihen“ bzw. als „Symptome der Zersetzung“ bewerteten und entschieden zurückwiesen, wurden sie von einigen deutschen Sozialdemokraten, darunter Wilhelm Sollmann, unterstützt. Der SdP-Politiker Josef Pfitzner begrüßte 1937, dass „sich ein Kreis junger Sozialdemokraten, geführt von den nicht dem Judentum entstammenden Vertrauensmännern Wenzel Jaksch und Emil Franzel, plötzlich um die Bedeutung des deutschen Volkstums und die Beziehung des deutschen Arbeiters zu diesem wie in der Zeit Seligers zu kümmern begann und dabei Ansichten vertrat, die von denen des Nationalsozialismus gar nicht so weit abstanden.“
Ende März 1938 wurde Jaksch auf dem Prager Parteitag der DSAP zum Parteivorsitzenden gewählt, nachdem Ludwig Czech mit der Begründung, dass er „mit jener Richtung, die Genosse Jaksch als Volkssozialismus vertritt“, nicht übereinstimme und ihm „nach der bitteren Erfahrung der letzten Jahre jede Zusammenarbeit mit dem Genossen Jaksch unmöglich“ sei, zurückgetreten war. Unmittelbar danach, am 2. April 1938 (nach anderen Angaben am 5. April), traf Jaksch in Prag mit einem Vertreter der Henlein-Partei (Josef Pfitzner) zu einer von Emil Franzel vermittelten Unterredung zusammen. Nach dem später aufgefundenen Gedächtnisprotokoll Pfitzners soll Jaksch dabei ausgeführt haben, dass „dieser Ausdruck Volkssozialismus nur ein anderes Wort für Nationalsozialismus“ darstelle und er bereit sei, „in der SdP Führer der Arbeiter“ zu werden. Jaksch verlor in den folgenden Monaten jedoch rasch an Bedeutung und Einfluss, da die DSAP zunehmend mit Auflösungserscheinungen zu kämpfen hatte.

## Exil
Nach dem Münchner Abkommen ging Jaksch zusammen mit anderen Funktionären wie Eugen de Witte und Richard Reitzner mit britischer Hilfe in die Emigration. In London rief er 1939 die Treugemeinschaft sudetendeutscher Sozialdemokraten ins Leben und arbeitete noch vor Kriegsbeginn eine Denkschrift mit dem Titel Was kommt nach Hitler? aus, in der er ein Konzept entwickelte, das von der Anerkennung der Annexion Österreichs und der Sudetengebiete ausging und einen „naturrechtlichen Anspruch auf großdeutsche Einigung“ im Rahmen einer europäischen Föderation postulierte. Nach Kriegsbeginn lehnte Jaksch den Eintritt sudetendeutscher Emigranten in die tschechoslowakische Auslandsarmee (und in andere alliierte Armeen) ab und wies im Herbst 1940 das von Edvard Beneš gemachte Angebot, in den tschechoslowakischen Staatsrat (das provisorische Exilparlament, vgl. Tschechoslowakische Exilregierung) einzutreten, zurück. Beneš hatte der DSAP sechs Sitze und Jaksch persönlich die Position eines Vizepräsidenten angeboten, aber die von der Treugemeinschaft hier und später geforderte Garantie einer völligen Autonomie der Sudetendeutschen verweigert. Die Politik Jakschs wurde von einigen sudetendeutschen Emigranten als zunehmend abenteuerlich empfunden und abgelehnt. Diese etwa 170 Personen umfassende Strömung spaltete sich im März 1941 von der Treugemeinschaft ab und konstituierte sich unter dem Vorsitz Josef Zinners als DSAP/Auslandsgruppe.
Nachdem das Vereinigte Königreich am 5. August 1942 das Münchner Abkommen annulliert hatte, protestierte Jaksch in Schreiben an die britische, kanadische und amerikanische Regierung gegen diesen „Rechtsbruch“. Daraufhin sah die tschechoslowakische Exilregierung von jeder weiteren Unterhandlung mit Jaksch ab. In den letzten Kriegsjahren versuchte Jaksch, durch Berufung auf die Atlantik-Charta eine neue Grundlage für seine „großdeutsche“ Politik zu schaffen und bestand noch 1944 auf der „Unantastbarkeit“ der deutschen Vorkriegsgrenzen.
Während seiner Zeit im Londoner Exil hielt Jaksch auch immer wieder Radioansprachen über den Auslandsservice der BBC, in denen er die Sudetendeutschen dazu aufrief, dem tschechoslowakischen Staat gegenüber loyal zu bleiben und Widerstand gegen die Nationalsozialisten zu leisten. Diese Sendungen wurden jedoch im Sommer 1942 eingestellt. Nach der Scheidung von seiner ersten Ehefrau Hanna Bröckl heiratete Jaksch 1945 die Britin Joan Simeon. Noch in London engagierte er sich – erfolglos – gegen die Vertreibungspläne der tschechoslowakischen Exil- und Nachkriegsregierung, die in den sogenannten Beneš-Dekreten umgesetzt wurden.

## Vertriebenenpolitik in der Bundesrepublik Deutschland
Nach dem Krieg ging Jaksch 1949 aus dem britischen Exil nach Westdeutschland, schloss sich der SPD an und übernahm deren zentrale Flüchtlingsbetreuung. Von 1950 bis 1953 leitete er in Hessen das Landesamt für Vertriebene, Flüchtlinge und Evakuierte. Er wurde 1953 in den Deutschen Bundestag gewählt, dem er vier Legislaturperioden bis zu seinem Tod angehörte. Im Bundestagswahlkampf 1961 gehörte er zur SPD-Regierungsmannschaft, die Erich Ollenhauer am 25. November 1960 in Hannover für den Fall einer Regierungsübernahme vorgestellt hatte. Er war als Bundesvertriebenenminister vorgesehen.
Jaksch gehörte mit Walter Zawadil, Hans Schütz und Walter Brand zu den Verfassern der „Adventserklärung von Eichstätt“ vom 27. November 1949, in der Vertreter der Sudetendeutschen einerseits die Wiederherstellung ihrer eigenen Rechte und Freiheiten sowie die Anerkennung des Heimatrechts aller Vertriebenen, verwahrten sich andererseits aber auch gegen Kollektivbeschuldigungen gegen das tschechische und polnische Volk.
Jaksch leitete von 1951 bis zu seinem Tode die Seliger-Gemeinde (Gesinnungsgemeinschaft sudetendeutscher Sozialdemokraten), das sozialdemokratische Gegenstück zur katholischen Ackermann-Gemeinde. Ab 1959 war er Präsident der Bundesversammlung der Sudetendeutschen Landsmannschaft (SL), ab 1961 Vizepräsident der SL. Von 1964 bis zu seinem Tode war Jaksch Präsident des Bundes der Vertriebenen. Er war neben Reinhold Rehs, der später zur CDU übertrat, der bisher einzige Sozialdemokrat in diesem Amt. Sein politisches Wirken in der Bundesrepublik Deutschland war geprägt von seinem Engagement für die Heimatvertriebenen. Außerdem war er Präsident der Deutschen Stiftung für Europäische Friedensfragen.
Am 27. November 1966 starb er an den Folgen eines Verkehrsunfalls.

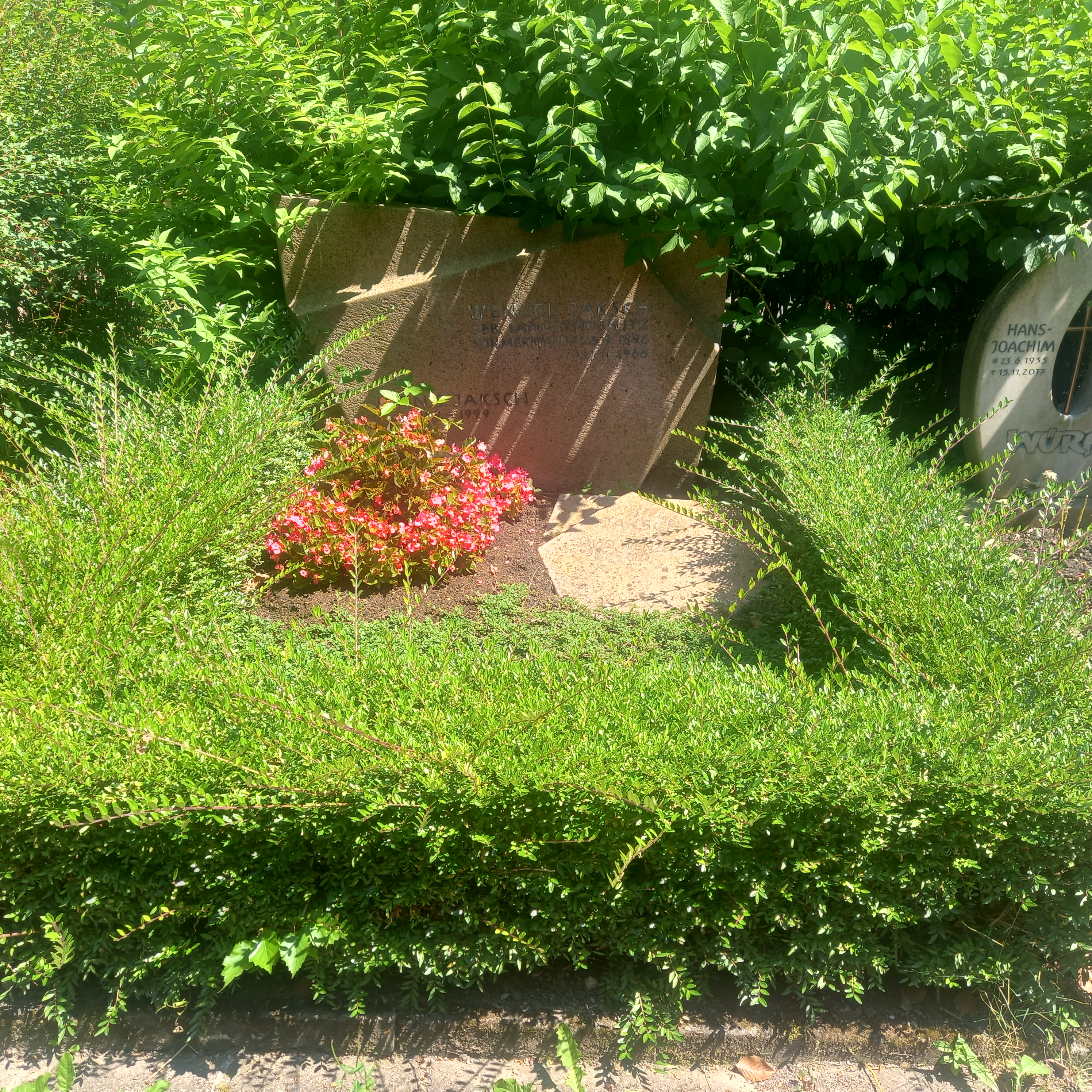
Das Grab von Wenzel Jaksch und seiner Ehefrau Joan Simeon auf dem Waldfriedhof Dotzheim in Wiesbaden

## Ehrungen
Jaksch war Träger des Großen Verdienstkreuzes mit Stern des Verdienstordens der Bundesrepublik Deutschland und der Ehrenplakette des Bundes der Vertriebenen. Er wurde außerdem mit dem Ehrenbrief der Sudetendeutschen Landsmannschaft und der Rudolf-Lodgmann-Plakette ausgezeichnet.
Die sozialdemokratische Seliger-Gemeinde gedachte ihres Gründungsmitglieds am 16. September 2006 mit der Wenzel-Jaksch-Gedächtnisfeier im Sudetendeutschen Haus in München. Nach Jaksch ist der Wenzel-Jaksch-Gedächtnispreis der Seliger-Gemeinde benannt.
Zu Ehren seiner Person sind Straßen in Wiesbaden (in der er selbst gewohnt hat), Nauheim, Bad Vilbel und Griesheim nach ihm benannt worden.
Im 16. Wiener Gemeindebezirk Ottakring erinnert eine Gedenktafel in der Lindauergasse 34–36 an den großen Sozialdemokraten.

## Veröffentlichungen
- Was kommt nach Hitler? Die Möglichkeiten und Voraussetzungen einer demokratischen Föderalisierung Zentraleuropas. Eine Analyse und programmatische Skizze. s. n., s. l. n. a. (Frühjahr 1939), (Hektographiert; Wiederabdruck in: Jitka Vondrová: Češi a sudetoněmecká otázka 1939–1945. Dokumenty. Ustav mezinárodních vztahu, Prag 1994, ISBN 80-85864-05-3, S. 11–14).
- Can industrial peoples be transferred? The future of the Sudeten population. A Study. Executive of the Sudeten Social Democratic Party, London 1943.
- Mass transfer of minorities. In: Socialist commentary. Band 9, Oktober 1944, ISSN 0037-8178, (Auch als Sonderabdruck. Walthamstow Press, London 1944, 4 S.).
- Sudeten labour and the Sudeten problem. A report to international labour. Executive of the Sudeten German Social Democracy Party, London 1945.
- Wir heischen Gehör. Petition an die Vereinten Nationen. Ein wichtiges historisches Dokument für die Wiedergutmachung der völkerrechtswidrigen Ausweisungen.  Verlag „Das Volk“, München 1948.
- Benesch war gewarnt! Die abschließende Auseinandersetzung zwischen der tschechoslowakischen Exilregierung und den Sudetendeutschen in London. Herausgegeben von Almar Reitzner. Verlag „Das Volk“, München 1949.
- Sozialdemokratie und Sudetenproblem. Wagner, Frankfurt am Main 1949.
- Der Dolchstoß gegen den Frieden. Richters neue Legende. SPD, Bonn 1950, (Faltblatt).
- mit Erich von Hoffmann: Heimatrecht. Anspruch und Wirklichkeit. Altherrenschaft bündischer Studentenverbände, Erlangen 1957.
- Europas Weg nach Potsdam. Schuld und Schicksal im Donauraum. Mit Dokumenten. Deutsche Verlags-Anstalt, Stuttgart 1958, (4. Auflage. Mit einem Nachruf von Willy Brandt. Langen Müller, München 1990, ISBN 3-7844-2304-3; das Hauptwerk von Wenzel Jaksch).
- Der 4. März 1919 und das Elend der deutschen Geschichtsschreibung. In: Die Brücke. 7. und 14. März, 1959, (Auch als Sonderabdruck.).
- Deutsche Ostpolitik – ein Experiment in Sachlichkeit. In: Die Neue Gesellschaft. Nr. 12, 1965, ISSN 0028-3177, S. 800–802.
- Gedanken zur Ostpolitik. Seliger-Gemeinde im Verlag „Die Brücke“, München 1966.